# C'era una volta (programma televisivo)
C'era una volta era una trasmissione televisiva di genere reportage/tv verità condotta da Silvestro Montanaro, in onda su Rai 3 dal 1999 al 2013.

## Il programma
C'era una volta è un programma di reportage, realizzato da Rai 3 in collaborazione con Nazioni Unite, Istituti Missionari, COCIS e FOCSIV, che ha avuto diverse edizioni, quasi sempre trasmesse in tarda serata, poco prima della mezzanotte.
Durante ogni puntata viene presentato un servizio di 45 minuti circa, realizzato dallo stesso autore, Silvestro Montanaro, o da suoi collaboratori.
I servizi sono spesso un crudo racconto della quotidiana violazione dei diritti umani in paesi in via di sviluppo. Spesso il servizio è la cronaca di un episodio vissuto direttamente dall'autore o raccontato da testimoni diretti. Altre volte il servizio mette in evidenza le contraddizioni e le trasformazioni nelle società.
Il logo della trasmissione è il disegno di aquilone che ha come coda la frase "c'era una volta". Le puntate della prima edizione erano divise per tema, ed erano presentate da un gruppo di bambini che, uno alla volta, denunciavano le evidenti violazioni delle dichiarazioni dei diritti fondamentali dell'uomo. Le puntate della prima edizione erano trasmesse sempre il giovedì notte, ma successivamente la periodicità delle puntate è diventata irregolare. Le ultime puntate sono visibili anche sul sito Rai.tv.
La sigla di apertura è la canzone Occhio non vede cuore non duole, interpretata da Jovanotti, mentre quella di chiusura è la canzone Ninna-o, interpretata da Cristina Paltrinieri.

## Puntate
- Ed uccisero la felicità (18/1/2013) – Puntata dedicata a Thomas Sankara, presidente del Burkina Faso.
- La vita è una cosa meravigliosa (4/1/2013) – La situazione del Brasile in merito alle ripercussioni causate dalla sua politica neo-liberista.
- Inventori di Malattie - (20/9/2012) – Puntata dedicata alle case farmaceutiche
- La Francia in nero (13/9/2012) – Costa d'Avorio e le contraddizioni della comunità delle ex colonie francesi.
- Libia libera (14/5/2012) – La situazione della Libia riguardo ai diritti umani.
- Bellissima. Una moglie dell'est (27/10/2011) – Il fenomeno delle giovani donne dell'est europeo pronte a sposare anche uomini anziani pur di fuggire dalle inaccettabili condizioni di vita dei loro paesi.
- Bambole (29/9/2011) – Il turismo sessuale presente nelle zone più misere del mondo, dove nulla avviene liberamente bensì in condizioni di sfruttamento e violenza.
- Buongiorno, Africa (22/9/2011) – La situazione dell'Africa, da un passato dominato da razzismo, colonialismo e sfruttamento indiscriminato delle risorse alle prospettive per un nuovo futuro.
- Collera (15/9/2011) - Ad un anno dal terremoto, ad Haiti nulla è ancora cambiato.
- Vi ho tanto amati (29/12/2010) – La agghiacciante realtà del turismo sessuale nel sudest asiatico, delle reti pedofile e dei traffici di bambini nell'ambito del mercato pedopornografico.
- Dimenticateci (23/9/2010) – Sulla lentezza delle operazioni di ricostruzione del paese dopo il terremoto di Haiti.
- Non vale (16/9/2010) – Puntata dedicata alla multinazionale mineraria Vale, che in Brasile avrebbe arrecato ingenti danni all'ambiente e ai lavoratori che chiedono giustizia.
- Vorrei essere un aquilone (9/9/2010) – La difficile situazione delle Filippine dove, a causa di un governo corrotto e inefficiente, la parte più disperata della popolazione tenta in ogni modo di fuggire.
- Ombre africane (12/8/2010) – Puntata dedicata a Charles Taylor, ex presidente della Liberia, per il suo coinvolgimento nella "guerra dei diamanti" in Liberia e Sierra Leone.
- Speciale Haiti. I dannati della Terra (17/6/2010) – A 6 mesi dal terremoto di Haiti del 2010, la situazione degli abitanti dell'isola, caratterizzata da una estrema povertà, resta drammatica.

## Puntate speciali
Una delle puntate è andata in onda in prima serata, presentando una raccolta delle puntate sul tema del continente Africano.